# Cidnopus macedonicus
Cidnopus macedonicus là một loài bọ cánh cứng trong họ Elateridae. Loài này được Cate & Platia miêu tả khoa học năm 1989.